# Sclerophrys channingi
Espèce
Statut de conservation UICN

 LC  : Préoccupation mineure
Synonymes
- Bufo channingi (Barej, Schmitz, Menegon, Hillers, Hinkel, Böhme & Rödel, 2011)
- Amietophrynus channingi Barej, Schmitz, Menegon, Hillers, Hinkel, Böhme & Rödel, 2011

Sclerophrys channingi est une espèce d'amphibiens de la famille des Bufonidae. 

## Répartition
Cette espèce est endémique de République démocratique du Congo. Elle se rencontre en forêt primaire au Nord Kivu, au Sud Kivu et en Province orientale". Elle fut retrouvée jusque 1200 m d'altitude, au pied de la forêt de montagne du mont Kahuzi (Sud-Kivu).
Sa présence est incertaine au Rwanda, au Burundi et en Ouganda.

## Description
Cette espèce représente le plus grand crapaud connu de l'Afrique subsaharienne. 
Les mâles mesurent de 106,7 à 111,8 mm et les femelles de 100,3 à 160,0 mm.

## Taxinomie
Jusqu'en 2011, cette espèce était confondue avec Sclerophrys superciliaris, connue plus anciennement, jusque 2006, comme Bufo superciliaris Blgr 1888.

## Étymologie
Cette espèce est nommée en l'honneur d'Alan Channing.

## Publication originale
- Barej, Schmitz, Menegon, Hillers, Hinkel, Böhme & Rödel, 2011 : « Dusted off-the African Amietophrynus superciliaris-species complex of giant toads ». Zootaxa, no 2772, p. 1-32.